# Мишо, Треннт
Треннт Мишо (англ. Trennt Michaud; 22 августа 1996 года, Белвилл, Онтарио) — канадский фигурист, выступающий в парном катании с Лией Перейрой. Они — бронзовые призёры чемпионата четырёх континентов (2025), победители этапа Гран-при Grand Prix de France (2023), двукратные серебряные призёры чемпионата Канады (2024, 2025).
С 2016 по 2022 он выступал с Эвелин Уолш. Они — бронзовые призёры чемпионата четырёх континентов (2022), трёхкратные серебряные призёры чемпионата Канады (2019, 2020, 2022).
По состоянию на 12 мая 2025 года пара Перейра / Мишо занимает 9-е место в рейтинге Международного союза конькобежцев (ИСУ).

## Биография
Треннт Мишо родился 22 августа 1996 года в Бельвилле, провинция Онтарио.

## Карьера

### Ранние годы
Треннт начал учиться кататься на коньках в 2004 году. Он выступал на уровне новисов на чемпионате Канады 2013 года, заняв восьмое место в одиночном разряде и второе в парах с Джудит Мурта-Андерсон.
Его партнёрство с Хоуп Маклин началось в 2014 году. В 2016 году они стали чемпионами Канады среди юниоров и были отправлены на чемпионат мира. На турнире они заняли тринадцатое место в короткой программе, но с произвольной программы пара снялась. Их тренировали Элисон Пуркисс и Скотт Рачук в Лондоне и Комока(Онтарио).

### Начало выступлений с Эвелиной Уолш
В 2016 году Треннт встал в пару с Эвелин Уолш. Дебютировав на международной арене, они заняли одиннадцатое место на соревновании юниорской серии Гран-при, проходившем в конце сентября в Таллине, и пятое место в следующем месяце на этапе в Дрездене. В январе 2017 года они стали чемпионами Канады среди юниоров и были отправлены на юниорский чемпионат мира, который в марте пройдёт в Тайбэе. На турнире они заняли шестое место в короткой программе, пятое место в произвольной программе. Эти результаты позволили им войти в топ-5 лучших пар мира.

### 2017/2018
В следующем сезоне Уолш и Мишо получили два этапа юниорской серии Гран-при. Сначала они завоевали бронзу в Риге, что стало для пары первой медалью на турнире подобного уровня. Затем они стали четвёртыми на этапе в Загребе. В январе 2018 года пара впервые приняла участие во взрослом чемпионате Канады. По итогам соревнований Эвелин и Треннт стали пятыми. На  юниорском чемпионате мира пара заняла шестое.

### 2018/2019: переход на взрослый уровень

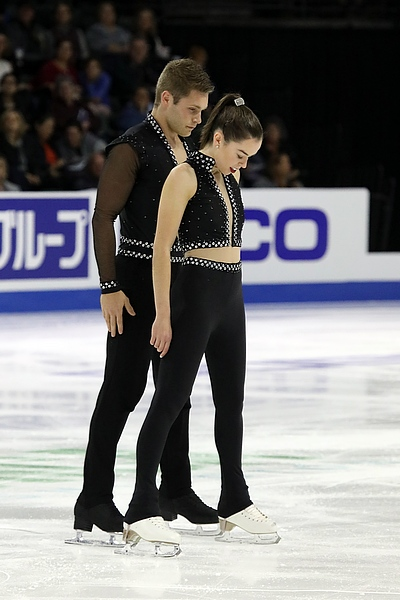
Эвелин и Треннт на первом взрослом этапе Гран-при Skate America (2018)

В новом сезоне пара стала соревноваться на взрослом уровне. На своём первом турнире серии «Челленджер» Nebelhorn Trophy они стали седьмыми. Эвелин и Треннт получили два взрослых этапа Гран-при. На своём первом этапе в Америке пара замкнула турнирную таблицу, допустив много ошибок. Через неделю на домашнем турнире они выступили значительно лучше. Обновив все свои прежние лучшие результаты, они заняли пятое место. На чемпионате Канады, который прошёл в середине января 2019 года, пара выступила очень успешно. По итогам турнира они впервые завоевали серебряные медали, что дало им путёвку на главные старта сезона. На своём дебютном чемпионате четырёх континентов пара выступила противоречиво. В короткой программе Эвелин и Треннт получили 61,91 балла, что стало их новым лучшим достижением. Но произвольная программа у канадцев не задалась: они сорвали поддержку и ошиблись на выбросе. По итогам соревнований Эвелин и Треннт стали седьмыми. На своём первом взрослом чемпионате мира пара продемонстрировала два чистых проката и заняла двенадцатое место.

### 2019/2020: борьба за место в сборной
Для постановки своей произвольной программы Эвелин и Треннт привлекли к работе в качестве хореографа олимпийского чемпиона и двукратного чемпиона мира Эрика Рэдфорда. Тем временем в сборной Канады у них в борьбе за попадание на главные старты появились новые сильные конкуренты - Любовь Илюшечкина и Чарли Билодо.
Первым стартом сезона для пары стал турнир Finlandia Trophy, где они заняли шестое место. На домашнем этапе Гран-при они замкнули турнирную таблицу, второй раз в сезоне уступив Илюшечкиной и Билодо. На Rostelecom Cup они заняли пятое место в короткой программе, установив новый личный рекорд. По итогам соревнований они заняли шестое место.
После завершения серии Гран-при Уолш и Мишо проконсультировались с олимпийским чемпионом 2014 года в парном разряде Максимом Траньковым, чтобы улучшить парные элементы, в частности тройную подкрутку. Катаясь на чемпионате Канады 2020 года, они заняли третье место в короткой программе, отстав от занявших второе место Илюшечкиной / Билодо менее чем на один балл. В произвольной программе Уолш / Мишо  стали вторыми, что позволило им обойти главных конкурентов в борьбе за попадание на домашний чемпионат мира, выиграв серебряную медаль второй год подряд. Эвелин назвала это «пиком, я думаю, нашего сезона на данный момент, и это именно то, чего мы хотели достичь».
Эвелин и Треннт заняли шестое место на чемпионате четырёх континентов, снова опередив Илюшечкину и Билодо. Им удалось попасть на чемпионат мира, который в марте должен был пройти в Монреале. Однако соревнования были отменены из-за пандемии коронавируса.

### 2020/2021: пандемия
После первоначального локдауна Уолш и Мишо были среди элитных спортсменов, допущенных к тренировкам. Эвелин и Треннт были назначены на этап Гран-при Skate Canada, но эти соревнования были также отменены из-за пандемии. Пара должна была принять участие в виртуальном Skate Canada Challenge в декабре, но Эвелин вывихнула лодыжку и не выходила на лёд две недели, из-за чего они пропустили период съемок.
25 февраля стало известно, что Уолш и Мишо попали в заявку сборной Канады на чемпионат мира  в Стокгольме. В Швеции пара заняла двенадцатое место.

### 2021/2022: Олимпийский сезон
Перспективы Эвелин и Треннта в преддверии олимпийского сезона были осложнены решением их бывшего хореографа Эрика Рэдфорда вернуться к соревнованиям вместе с новой партнёршей Ванессой Джеймс. Поскольку на олимпийских играх у Канады было два места, прогнозировалось, что между тремя лучшими канадскими парами будет борьба. Уолш сказала, что «каждый может вернуться в спорт. В то же время мы чувствуем, что в состоянии заработать это олимпийское место, и это то, к чему мы стремимся в этом году».
Пара должна была дебютировать на соревнованиях в сезоне на турнире серии «Челленджер» Autumn Classic International года, но отказалась от участия после того, как Эвелин заболела инфекцией грудной клетки, для лечения которой потребовалось два курса антибиотиков. На своём первом Гран-при Skate America они заняли последнее место. Через пару недель на NHK Trophy они стали шестыми.
На чемпионате Канады 2022 года Эвелин и Треннт значительно улучшили свои результаты, которые они показывали в начале сезона и завоевали серебряную медаль, заняв второе место в обеих программах. Поскольку Кирстен Мур-Тауэрс и Майкл Маринаро завоевали золотую медаль, предполагалось, что выбор второго места в олимпийской сборной Канады сведётся к Уолш / Мишо или Джеймс / Рэдфорду. Последние снялись с чемпионата после того, как заняли четвёртое место в короткой программе, поскольку в предыдущие недели у них было ограниченное количество тренировок, так как оба партнёра заболели COVID-19. На следующий день канадская федерация выбрала Ванессу и Эрика в качестве второй пары, которая представит Канаду на Олимпиаде в Пекине. Этот выбор был спорным, многие утверждали, что Эвелин и Треннт заслужили поехать на олимпийские игры.
Уолш и Мишо были в заявке для участия в чемпионате четырех континентов в Таллине, где заняли второе место в короткой программе, завоевав малую серебряную медаль. Они опустились на третье место в произвольной программе после ошибок на прыжках и поддержках, выиграв бронзовую медаль в общем зачёте. Позже Мишо сказал, что они «так хорошо катались и так хорошо тренировались, и мы просто разочарованы тем, что не смогли полностью показать всё это сегодня».
Хотя изначально сезон для пары должен был закончиться, давние партнёры по тренировкам Мур-Тауэрс и Маринаро отказались от участия в чемпионате мира из-за психического здоровья Кирстен, поэтому пара была в заявке на этот турнир. Российских спортсменов отстранили от соревнований по причине ситуации на Украине. Уолш / Мишо заняли восьмое место в короткой программе, шестое в произвольной программе и шестое в общем зачёте. Их место в сочетании с бронзовой медалью Ванессы Джеймс и Эрика Рэдфорда принесло Канаде три места на чемпионате следующего года.
5 августа было объявлено, что Эвелин решила завершить карьеру и сосредоточиться на учёбе в университете, в то время как Треннт будет продолжать карьеру с новой партнёршей.

### 2022/2023: новая партнёрша
После поисков Треннт встал в пару фигуристкой-одиночницей Лией Перейрой. Они дебютировали на отборочных соревнованиях Skate Ontario в ноябре, выиграв золотую медаль. Перейра / Мишо выиграли финальные национальные отборочные соревнования Skate Canada Challenge. Впоследствии Перейра сказала, что они «просто росли вместе, и каждое соревнование — это новый опыт обучения».  Вскоре после этого их отправили на первые международный соревнования. Дебют пришёлся на турнир серии «Челленджер» Golden Spin of Zagreb. Заняв четвёртое место после короткой программы, они поднялись на третье место в произвольной программе, выиграв бронзовую медаль и обеспечив минимальный международный балл для участия на чемпионате мира.

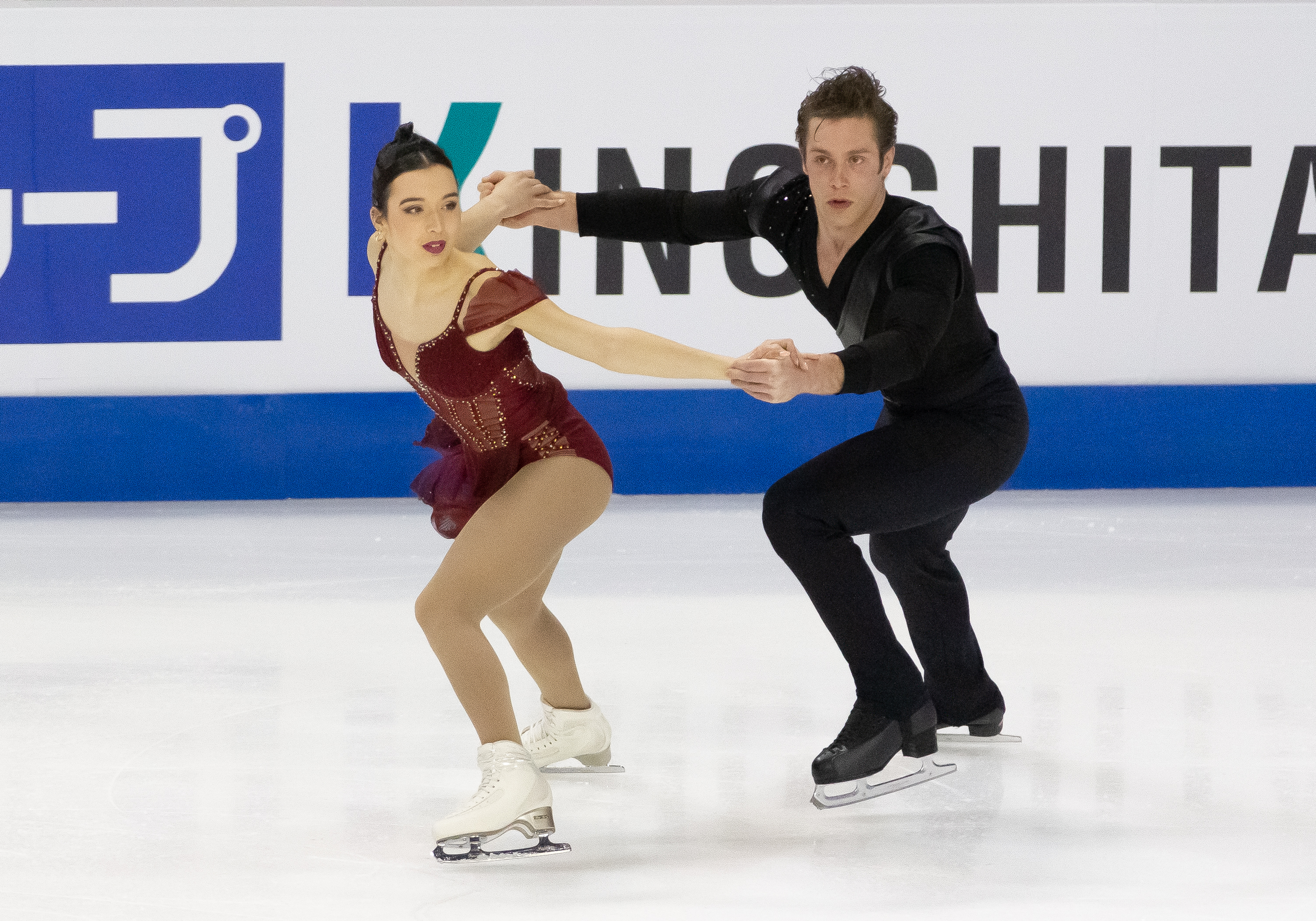
Лиа и Треннт на своём первом чемпионате четырёх континентов

Лиа и Треннт дебютировали на чемпионате Канады. Перейра, помимо соревнований в парах, решила продолжить участие и в женских соревнованиях. Они заняли четвёртое место в короткой программе, отстав на 1,01 балла от Лорин / Этье, занявших третье место. На следующий день пара поднялась на третье место, выиграв бронзовую медаль, несмотря на то, что Мишо допустил ошибки на двух прыжковых элементах. Он сказал, что был «немного расстроен собой» из-за этих ошибок, но добавил, что было ещё «много положительных результатов».
На чемпионате четырёх континентов в Колорадо-Спрингс Перейра и Мишо заняли четвёртое место в короткой программе с чистым прокатом. Лиа и Треннт стали четвёртыми и в произвольной программе, единственной ошибкой было то, что Мишо сдвоил свой запланированный тройной сальхов. Они оба указали, что довольны тем, как прошло соревнование, так как они продолжали набираться опыта. Заключительным стартом сезона стал чемпионат мира в Сайтаме, где канадская пара заняла шестое место в общем зачёте, точно такую же позицию, которую Треннт занял с Эвелин Уолш в предыдущем сезоне. Треннт сказал, что их «короткий сезон был потрясающим».

### 2023/2024: первая победа на Гран-при
Первым соревнованием в новом сезоне стал турнир серии «Челленджер» Nebelhorn Trophy, где они заняли четвертое место, уступив 0,07 балла Аннике Хокке и Роберту Кункелу в борьбе за бронзу.

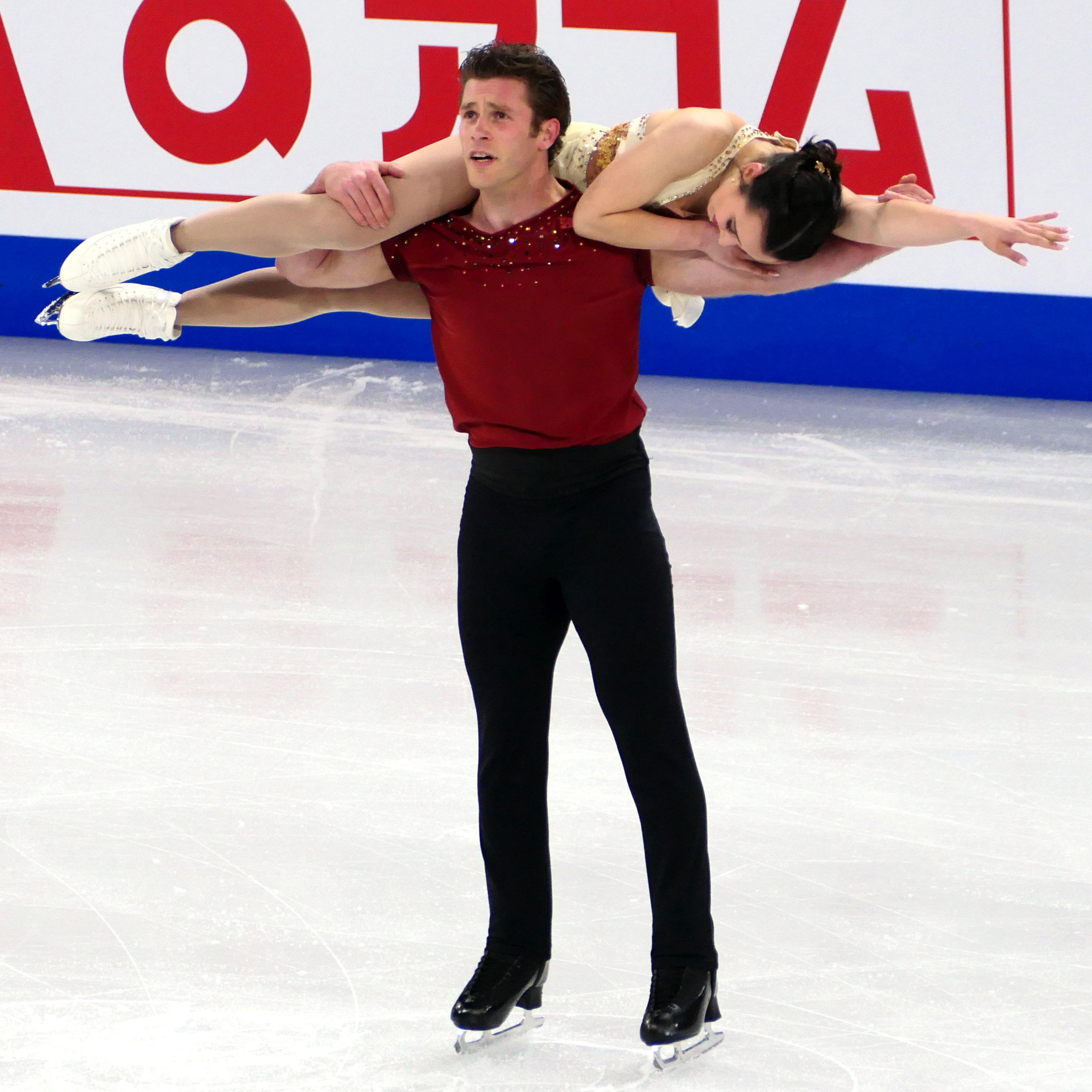
Финальная поза произвольной программы на чемпионате мира

В октябре пара дебютировала на этапах Гран-при, выступив на Skate America. В США канадская пара заняла второе место, вновь уступив Хокке / Кункелу. Через пару недель Перейра / Мишо выступили на своём втором этапе во Франции. Они чисто откатали короткую программу с новым личным рекордом 65,97, опередив на 0,66 балла фаворитов соревнований, действующих чемпионов Европы Конти / Маччи из Италии. В произвольной программе Мишо упал в конце своей прыжковой комбинации и допустил небольшую помарку на тройном сальхове, но пара все же установила еще один личный рекорд, что помогло им выиграть и произвольную программу, и свою первую золотую медаль Гран-при. Мишо сказал, что «знать, что то, что мы вложили в это, окупается, это очень приятное чувство». Эти результаты позволили им выйти в финал Гран-при, который в декабре прошёл в Пекине. В финале пара заняла шестое место.
После завершения серии Гран-при Перейра и Мишо решили пересмотреть свою короткую программу и заменили музыку на более мягкую версию с другой хореографией, основываясь на отзывах судей и других тренеров. Они финишировали вторыми в короткой программе на чемпионате Канады. Проблемы с прыжками и выбросами в произвольной программе не помешали им выиграть серебряную медаль.
Треннт повредил спину вскоре после национального чемпионата, что ограничило подготовку команды к чемпионату четырех континентов, где они финишировали пятыми.
На домашнем чемпионате мира, проходившем в Монреале, Перейра и Мишо заняли девятое место в короткой программе, откатав чисто, но получив лишь первый уровень за тройной подкрут. В произвольной программе, несмотря на то, что Перейра упала на выбросе, они были седьмыми в этом сегменте, поднявшись на восьмое место в общем зачёте. Перейра назвала это падение «весьма разочаровывающим, просто потому, что мы надеялись на такой великий момент, но я ещне могу извлечь из этого много хорошего. Это опыт, который я запомню навсегда».

### 2024/2025: медаль чемпионата четырёх континентов
Лиа и Треннт начали сезон на «Челленджере» в Германии. Прокат короткой программы у канадской пары не получился и после первого дня они занимали лишь седьмое место. В произвольной программе им удалась частично реабилитироваться: они заняли третье место в этом сегменте и поднялись на пятое место в общем зачёте.  Первым этапом Гран-при в новом сезоне стал турнир во Франции. После короткой программы канадцы занимали третье место, но в произвольной программе они допустили много ошибок и опустились на пятую строчку. Через пару недель Лиа и Треннт выступили на Cup of China, где они выступили лучше и завоевали бронзовую медаль.
На чемпионате Канады, который прошёл в середине января, Перейра и Мишо заняли второе место в короткой программе, уступив действующим чемпионам Стеллато-Дудек / Дешам. Набрав 70,43 балла, они впервые преодолели рубеж в 70 баллов на внутренних или международных соревнованиях. Затем они выиграли произвольную программу у своих партнёров по сборной, несмотря на падение на выбросе, но остались вторыми в общем зачёте и завоевали вторую подряд серебряную медаль.
По прибытии в Сеул на чемпионат четырёх континентов Перейра «сильно заболела» и не смогла участвовать в первой тренировке. Она чувствовала себя способной соревноваться, и Перейра / Мишо заняли третье место в короткой программе с чистым катанием, всего на 0,13 балла опередив Стеллато-Дудек и Дешама, занявших четвёртое место, и на 0,53 балла отстав от американцев Элли Кам / О'Ши, занявших второе место. Они также заняли третье место в произвольной программе, уступив своим канадским товарищам по команде, но им удалось превзойти американцев и завоевать бронзовую медаль с новым личным рекордом 198,40 балла. Это была вторая медаль чемпионата четырёх континентов для Треннта и первая в паре с Лией. В конце марта канадцы выступили на чемпионате мира в Бостоне, где выступили неудачно,  став лишь одиннадцатыми.

## Программы
(Выступления в паре с Лией Перейрой)
| Сезон     | Короткая программа                                                                             | Произвольная программа | Показательные выступления                                    |
| --------- | ---------------------------------------------------------------------------------------------- | --- | ------------------------------------------------------------ |
| 2024/2025 | - Sing, Sing, Sing Луи Прима в исполнении Аниты О'Дэй хореография Жан-Люк Бейкер, Оливия Смарт | - Tango Jalousie Якоб Гаде в исполнении Сакари Орамо и Венского филармонического оркестра - Por una cabeza (Запах женщины) - Tango Jalousie Якоб Гаде в исполнении Сакари Орамо и Венского филармонического оркестра хореография Элисон Пуркисс | - Sparkling Diamonds (Мулен Руж!) в исполнении Николь Кидман |
| 2023/2024 | - River Bishop Briggs хореография Элисон Пуркисс                                               | - Slaves to Rome - Honor Him - Now We Are Free (из фильма «Гладиатор») Ханс Циммер и Лиза Джеррард хореография Элисон Пуркисс |                                                              |
| 2022/2023 | - Where We Come Alive Ruelle хореография Элисон Пуркисс                                        | - Пираты Карибского моря Ханс Циммер хореография Элисон Пуркисс | - Goo Goo Muck The Cramps - Bloody Mary Леди Гага            |

(Выступления в паре с Эвелин Уолш)
| Сезон     | Короткая программа                                                      | Произвольная программа                       |
| --------- | ----------------------------------------------------------------------- | -------------------------------------------- |
| 2021/2022 | - «Lost Without You» Фрея Райдингз                                      | - «Dreaming with a Broken Heart» Джон Мейер  |
| 2020/2021 | - «Someone You Loved» Льюис Капальди                                    | - «Vai Vedrai» (из шоу Cirque du Soleil)     |
| 2019/2020 | - «Someone You Loved» Льюис Капальди - «Bennie and the Jets» Элтон Джон | - «One» U2 в исполнении Cinematic Pop        |
| 2018/2019 | - «Come Together» The Beatles                                           | - «Ромео и Джульетта» Абель Коженёвский      |
| 2017/2018 | - «Take It All» Мори Йестон - «The Light That Never Fails» Андра Дей    | - «Can’t Help Falling in Love» Хьюго Перетти |
| 2016/2017 | - «El Tango de Roxanne» Мариано Морес                                   | - «Rise Up» Андра Дей                        |

## Спортивные результаты
(Выступления в паре с Лией Перейрой)
| Чемпионаты мира                    | 6 | 8 | 11 |
| Чемпионаты четырёх континентов     | 4 | 5 | 3  |
| Финал Гран-при                     |   | 6 |    |
| Этапы Гран-при. Skate America      |   | 2 |    |
| Этапы Гран-при. Франция            |   | 1 | 5  |
| Этапы Гран-при. Cup of China       |   |   | 3  |
| Челленджеры. Nebelhorn Trophy      |   | 4 | 5  |
| Челленджеры. Золотой конёк Загреба | 3 |   |    |
| Национальные                       |   |   |    |
| Чемпионаты Канады                  | 3 | 2 | 2  |
| Skate Canada Challenge             | 1 |   |    |

(Выступления в паре с Эвелин Уолш)
| Соревнования                            | 16/17         | 17/18         | 18/19         | 19/20         | 20/21         | 21/22         |               |
| Международные                           | Международные | Международные | Международные | Международные | Международные | Международные | Международные |
| --------------------------------------- | ------------- | ------------- | ------------- | ------------- | ------------- | ------------- | ------------- |
| Чемпионаты мира                         |               |               | 12            | отм.          | 12            | 6             |               |
| Чемпионаты четырёх континентов          |               |               | 7             | 6             |               | 3             |               |
| Этапы Гран-при: NHK Trophy              |               |               |               |               |               | 6             |               |
| Этапы Гран-при: Rostelecom Cup          |               |               |               | 6             |               |               |               |
| Этапы Гран-при: Skate Canada            |               |               | 5             | 8             | отм.          |               |               |
| Этапы Гран-при: Skate America           |               |               | 8             |               |               | 8             |               |
| Золотой конёк Загреба                   |               |               |               |               |               | 9             |               |
| Finlandia Trophy                        |               |               |               | 6             |               |               |               |
| Nebelhorn Trophy                        |               |               | 7             |               |               |               |               |
| Международные среди юниоров             |               |               |               |               |               |               |               |
| Чемпионаты мира среди юниоров           | 5             | 6             |               |               |               |               |               |
| Гран-при Латвии                         |               | 3             |               |               |               |               |               |
| Гран-при Хорватии                       |               | 4             |               |               |               |               |               |
| Гран-при Германии                       | 5             |               |               |               |               |               |               |
| Гран-при Эстонии                        | 11            |               |               |               |               |               |               |
| Bavarian Open                           | 1             |               |               |               |               |               |               |
| Национальные                            |               |               |               |               |               |               |               |
| Чемпионаты Канады                       | 1 юн.         | 5             | 2             | 2             | отм.          | 2             |               |
| Skate Canada Challenge                  | 1 юн.         | 2             | 1             | 1             |               |               |               |
| юн. — юниоры; отм. — турнир был отменён |               |               |               |               |               |               |               |

## Детальные результаты
На чемпионатах ИСУ награждают малыми медалями за короткую и произвольную программу.

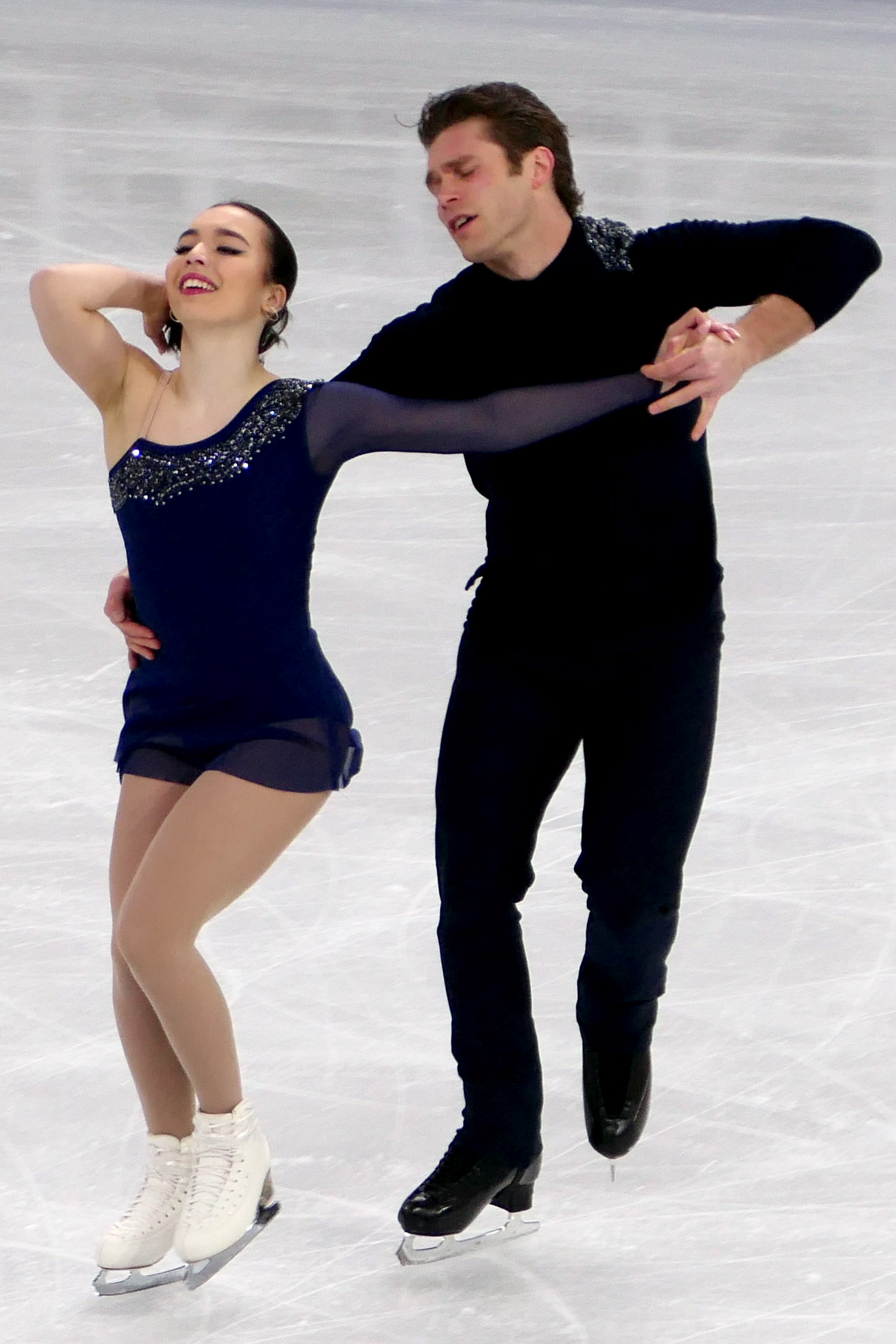
Лиа и Треннт на чемпионате мира (2024)

### С Лией Перейрой

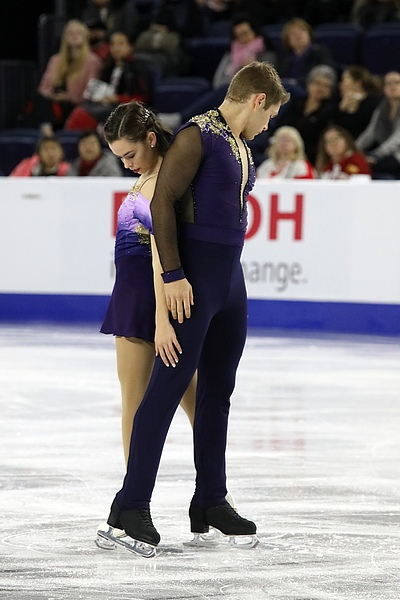
Уолш и Мишо на канадском Гран-при (2018)

| 2024/2025 сезон            | 2024/2025 сезон                    | 2024/2025 сезон | 2024/2025 сезон | 2024/2025 сезон |
| Дата                       | Событие                            | КП              | ПП              | Общее           |
| -------------------------- | ---------------------------------- | --------------- | --------------- | --------------- |
| 25–30 марта 2025           | Чемпионат мира 2025                | 10 63,28        | 13 116,22       | 11 179,50       |
| 19–23 февраля 2025         | Чемпионат четырёх континентов 2025 | 3 69,79         | 3 128,61        | 3 198,40        |
| 14–19 января 2025          | Чемпионат Канады 2025              | 2 70,43         | 2 134,53        | 2 204,96        |
| 22–24 ноября 2024          | Cup of China 2024                  | 3 66,90         | 3 121,84        | 3 188,74        |
| 1–3 ноября 2024            | Grand Prix de France 2024          | 3 64,38         | 5 106,29        | 5 170,67        |
| 18—21 сентября 2024        | Nebelhorn Trophy 2024              | 7 57,04         | 3 119,24        | 5 176,28        |
| 2023/2024 сезон            |                                    |                 |                 |                 |
| Дата                       | Событие                            | КП              | ПП              | Общее           |
| 18–24 марта 2024           | Чемпионат мира 2024                | 9 64,83         | 7 122,10        | 8 186,93        |
| 30 января – 4 февраля 2024 | Чемпионат четырёх континентов 2024 | 6 59,89         | 5 122,16        | 5 182,05        |
| 8–14 января 2024           | Чемпионат Канады 2024              | 2 66,04         | 2 127,10        | 2 193,14        |
| 7–10 декабря 2023          | Финал Гран-при 2023                | 6 61,78         | 6 123,38        | 6 185,16        |
| 3–5 ноября 2023            | Grand Prix de France 2023          | 1 65,97         | 1 128,70        | 1 194,67        |
| 20–22 октября 2023         | Skate America 2023                 | 2 63,22         | 2 119,37        | 2 182,59        |
| 20—23 сентября 2023        | Nebelhorn Trophy 2023              | 4 62,38         | 2 126,56        | 4 188,94        |
| 2022/2023 сезон            |                                    |                 |                 |                 |
| Дата                       | Событие                            | КП              | ПП              | Общее           |
| 22–26 марта 2023           | Чемпионат мира 2023                | 6 65,31         | 4 127,69        | 6 193,00        |
| 7–12 февраля 2023          | Чемпионат четырёх континентов 2023 | 4 65,16         | 4 121,17        | 4 186,33        |
| 9–15 января 2023           | Чемпионат Канады 2023              | 4 64,60         | 3 111,93        | 3 176,53        |
| 7–10 декабря 2022          | Золотой конёк Загреба 2022         | 4 61,13         | 3 115,75        | 3 176,88        |

### с Эвелин Уолш
На чемпионатах ИСУ награждают малыми медалями отдельно за короткую  и произвольную программу.
| 2021/2022 сезон     | 2021/2022 сезон                    | 2021/2022 сезон | 2021/2022 сезон | 2021/2022 сезон |
| Дата                | Событие                            | КП              | ПП              | Общее           |
| ------------------- | ---------------------------------- | --------------- | --------------- | --------------- |
| 21–27 марта 2022    | Чемпионат мира 2022                | 8 60,28         | 6 115,74        | 6 176,02        |
| 17–22 января 2022   | Чемпионат четырёх континентов 2022 | 2 65,42         | 3 114,28        | 3 179,70        |
| 7–13 января 2022    | Чемпионат Канады 2022              | 2 66,88         | 2 119,64        | 2 186,52        |
| 9–11 декабря 2021   | Золотой конёк Загреба 2021         | 8 59,31         | 10 109,56       | 9 168,87        |
| 12–14 ноября 2021   | NHK Trophy 2021                    | 6 56,97         | 6 111,01        | 6 167,98        |
| 22–24 октября 2021  | Skate America 2021                 | 8 54,03         | 8 93,58         | 8 147,61        |
| 2020/2021 сезон     |                                    |                 |                 |                 |
| Дата                | Событие                            | КП              | ПП              | Общее           |
| 22–28 марта 2021    | Чемпионат мира 2021                | 12 59,41        | 12 116,83       | 12 176,24       |
| 2019/2020 сезон     |                                    |                 |                 |                 |
| Дата                | Событие                            | КП              | ПП              | Общее           |
| 4—9 февраля 2020    | Чемпионат четырёх континентов 2020 | 6 62,97         | 6 114,61        | 6 177,58        |
| 13-19 января 2020   | Чемпионат Канады 2020              | 3 70,34         | 2 125,95        | 2 196,29        |
| 14-11 ноября 2019   | Rostelecom Cup 2019                | 5 62,76         | 7 106,20        | 6 168,96        |
| 24-27 октября 2019  | Skate Canada 2019                  | 8 56,09         | 7 108,57        | 8 164,66        |
| 11-13 октября 2019  | Finlandia Trophy 2019              | 8 48,03         | 6 103,69        | 6 151,72        |
| 2018/2019 сезон     |                                    |                 |                 |                 |
| Дата                | Событие                            | КП              | ПП              | Общее           |
| 18 — 24 марта 2019  | Чемпионат мира 2019                | 12 59,84        | 12 114,56       | 12 174,40       |
| 4—10 февраля 2019   | Чемпионат четырёх континентов 2019 | 6 61,91         | 8 97,14         | 7 159,05        |
| 13—20 января 2019   | Чемпионат Канады 2019              | 2 65,20         | 2 124,67        | 2 189,87        |
| 26—28 октября 2018  | Skate Canada 2018                  | 6 59,59         | 6 112,94        | 5 172,53        |
| 19—21 октября 2018  | Skate America 2018                 | 8 44,71         | 8 84,35         | 8 129,06        |
| 26—29 сентября 2018 | Nebelhorn Trophy 2018              | 5 51,85         | 7 101,86        | 7 153,71        |

| 2017/2018 сезон              |                                   |           |         |          |           |
| Дата                         | Событие                           | Категория | КП      | ПП       | Общее     |
| 5—11 марта 2018              | Чемпионат мира 2018               | Юниоры    | 5 55,31 | 6 103,65 | 6 158,96  |
| 8—14 января 2018             | Чемпионат Канады 2018             | Взрослые  | 5 62,61 | 5 120,26 | 5 182,87  |
| 27—30 сентября 2017          | Этап юниорского Гран-при: Загреб  | Юниоры    | 7 49,12 | 4 101,20 | 4 150,32  |
| 6—9 сентября 2017            | Этап юниорского Гран-при: Рига    | Юниоры    | 5 50,15 | 1 103,58 | 3 153,73  |
| 2016/2017 сезон              |                                   |           |         |          |           |
| Дата                         | Событие                           | Категория | КП      | ПП       | Общее     |
| 15—19 марта 2017             | Чемпионат мира 2017               | Юниоры    | 6 51,93 | 5 98,81  | 5 150,74  |
| 14—19 февраля 2017           | Bavarian Open                     | Юниоры    | 2 55,26 | 1 100,24 | 1 155,50  |
| 16—22 января 2017            | Чемпионат Канады 2017             | Юниоры    | 1 56,22 | 1 99,51  | 1 155,73  |
| 5—9 октября 2016             | Этап юниорского Гран-при: Дрезден | Юниоры    | 8 49,02 | 5 94,90  | 5 143,92  |
| 28 сентября — 2 октября 2016 | Этап юниорского Гран-при: Таллин  | Юниоры    | 9 46,46 | 11 76,37 | 11 122,83 |